# 德拉瓦城 (堪薩斯州)
德拉瓦城（英語：Delaware City）是位於美國堪薩斯州萊文沃思縣的一個鬼鎮。

## 歷史
德拉瓦城於1854年建立。該地於1856年成立一所郵政局，但該郵政局後來於1878年關閉。

## 地理
德拉瓦城所處的海拔為高於海平面243米（即797英呎），而該地所採用的時區為UTC-6，即北美中部時區（CST）。同時該地設有夏令時間，為UTC-6調快一小時，即UTC-5（CDT）。